# Evangelii gaudium
Evangelii gaudium, in italiano La gioia del Vangelo, è la prima esortazione apostolica di papa Francesco, promulgata il 24 novembre 2013, ricorrenza della solennità di Gesù Cristo Re dell'Universo.
Pur non riportando l'intitolazione "post-sinodale" l'Esortazione pontificia viene presentata nella parte introduttiva ("Indice") come determinata da un invito al Papa da parte dei padri sinodali della XIII Assemblea Generale Ordinaria dei vescovi del 2012. Nel capoverso ove presenta questo invito, papa Francesco annuncia un concetto di "decentramento decisionale": «Non è opportuno che il papa sostituisca gli episcopati locali nel discernimento di tutte le problematiche che si prospettano nei loro territori. In questo senso avverto la necessità di procedere in una salutare "decentrazione".»
Al paragrafo successivo l'autore annuncia i temi sui quali intende maggiormente soffermarsi:
a) La riforma della Chiesa in uscita missionaria

b) Le tentazioni degli operatori pastorali

c) La Chiesa intesa come la totalità del Popolo di Dio che evangelizza

d) L'omelia e la sua preparazione

e) L'inclusione sociale dei poveri

f) La pace e il dialogo sociale

g) Le motivazioni spirituali per l'impegno missionario

## Suddivisione del testo
Il testo si divide in un "Indice", che sta a livello di capitolo ma che costituisce di fatto una introduzione all'Esortazione, cinque capitoli, ciascuno dei quali ("Indice" incluso) è suddiviso in sottocapitoli, indicati sequenzialmente con numeri romani all'interno del capitolo, e infine ogni sottocapitolo in paragrafi, la cui numerazione tuttavia segue una sequenza propria ed unica dall'inizio alla fine del documento pontificio.

(Fra parentesi il/i numero identificativo dei paragrafi. I numeri riportati a fianco di ciascun capitolo sono quelli dei paragrafi iniziali del capitolo corrispondente, che non possono essere ascritti al primo dei sottocapitoli appartenenti al capitolo stesso)
Indice
- La Gioia del Vangelo (1)
- I. Gioia che si rinnova e si comunica (2 - 8)
- II. La dolce e confortante gioia di evangelizzare (9 - 13)
- III. La nuova evangelizzazione per la trasmissione della fede (14 - 18)

Capitolo primo - La trasformazione missionaria della Chiesa (19)
- I. Una Chiesa in uscita (20 - 24)
- II. Pastorale in conversione (25 - 33)
- III. Dal cuore del Vangelo (34 - 39)
- IV. La missione che si incarna nei limiti umani (40 - 45)
- V. Una madre dal cuore aperto (46 - 49)

Capitolo secondo - Nella crisi dell'impegno comunitario (50 - 51)
- I. Alcune sfide del mondo attuale (52 - 75)
- II. Tentazioni degli operatori pastorali (76 - 109)

Capitolo terzo - L'annuncio del Vangelo (110)
- I. Tutto il Popolo di Dio annuncia il Vangelo (111 - 134)
- II. L'omelia (135 - 144)
- III. La preparazione della predicazione (145 - 159)
- IV. Un'evangelizzazione per l'approfondimento del kerygma  (160 - 175)

Capitolo quarto - La dimensione sociale dell'evangelizzazione (176)
- I. Le ripercussioni comunitarie e sociali del kerygma (177 - 185)
- II. L'inclusione sociale dei poveri (186 - 216)
- III. Il bene comune e la pace sociale (217 - 237)
- IV. Il dialogo sociale come contributo per la pace (238 - 258)

Capitolo quinto - Evangelizzatori con spirito (259 - 261)
- I. Motivazioni per un rinnovato impulso missionario (262 - 283)
- II. Maria, la Madre dell'evangelizzazione (284 - 288)

## Introduzione
Il tema dell'introduzione ("Indice") è la gioia che deve permeare chi crede in Cristo e vuole diffonderne la Parola. La parte introduttiva inizia con il tema della gioia che il Vangelo deve portare nel cuore del cristiano. Segue quindi un breve accenno alla condizione dell'uomo moderno, che rischia di chiudersi in sé stesso, frastornato dall'enorme offerta di consumo e dalla conseguente «…tristezza individualista che scaturisce dal cuore comodo e avaro, dalla ricerca malata di piaceri superficiali.» Motivo di questa gioia è l'amore di Cristo per l'uomo e la misericordia di Dio. I paragrafi 4 e 5 del I sottocapitolo "Gioia che si rinnova e si comunica" sono zeppi di citazioni bibliche (sia dal Vecchio che dal Nuovo Testamento) che esortano il credente alla gioia. L'assenza di gioia nel credente viene stigmatizzata con una frase ad effetto: «Ci sono cristiani che sembrano avere uno stile di Quaresima senza Pasqua.» Nel II sottocapitolo viene descritta l'importanza per il cristiano di diffondere la Parola di Dio (evangelizzare) e il conforto e la gioia che se ne trae. Il terzo sottocapitolo tratta della Nuova evangelizzazione per la trasmissione della fede. Vengono ricordati, oltre ai battezzati che praticano la fede e l'evangelizzazione, anche coloro che, ancorché battezzati, non si comportano più coerentemente con il battesimo ricevuto ed infine anche «coloro che non conoscono Cristo o lo hanno sempre rifiutato. (in corsivo nel testo, n.d.r.»)» Infine viene spiegata l'origine di questo Documento e i temi sui quali papa Francesco intende in esso dedicarsi di più, come detto sopra nell'incipit.

## Capitolo primo: Trasformazione Missionaria della Chiesa
All'inizio l'Autore ricorda le parole di Gesù rivolte agli apostoli dopo la Risurrezione: «Andate dunque e fate discepoli tutti i popoli, battezzandoli nel nome del Padre, del Figlio e dello Spirito Santo, insegnando loro a osservare tutto ciò che vi ho comandato»(Mt., 28, 19-20).
Nel primo sottocapitolo "Una Chiesa in uscita" il Papa tratta della "missione evangelizzatrice" insita nella Chiesa quale comunità di discepoli missionari, invitando i cristiani a prendere l'iniziativa e ad operare in tal senso. Nel II sottocapitolo, "Pastorale in conversione", invita la Comunità ecclesiale a rinnovarsi continuamente nella sua attività pastorale; dedica un intero paragrafo alla parrocchia della quale afferma l'attualità.  Il sottocapitolo si chiude con un'esortazione ad essere creativi e «…ad abbandonare il comodo criterio pastorale del "si è fatto sempre così"».
Il sottocapitolo III "Dal cuore del Vangelo" tratta del modo di comunicare il messaggio evangelico. Il Papa sottolinea che i vari aspetti del messaggio cristiano, ancorché importanti tutti, sono sottomessi ad una gerarchia d'importanza, il che fa sì che si debba dare precedenza a quelli che hanno maggior rilevanza e anche il modo di presentare i vari aspetti deve essere tale per cui chi riceve il messaggio non lo riceva distorto. Cita in proposito alcune parti della Summa Theologiae di san Tommaso d'Aquino. Conclude affermando che «Il Vangelo invita prima di tutto a rispondere al Dio che ci ama e che ci salva, riconoscendolo negli altri e uscendo da sé stessi per cercare il bene di tutti. […] Quest'invito non va oscurato in nessuna circostanza! Tutte le virtù sono al servizio di questa risposta di amore».
Il IV sottocapitolo, "La missione che si incarna nei limiti umani" pone in evidenza la necessità di adeguare il modo di comunicare il messaggio evangelico alle mutate circostanze ed ai rapidi cambiamenti del linguaggio evitando il rischio che, pur utilizzando un linguaggio ortodosso, la sostanza dell'annuncio giunga distorta alle orecchie di chi ascolta. È quindi necessario che la Chiesa sappia riconosce che certe espressioni che erano efficaci un tempo, pur apprezzabili, devono essere mutate per adeguarsi al linguaggio del tempo. Viene sottolineata l'importanza che la Chiesa sia aperta a tutti e che tutti devono poter partecipare alla vita ecclesiale; che ciò deve valere in particolare per i Sacramenti, le cui porte non dovrebbero mai essere chiuse, in particolare per il Battesimo. «L'Eucaristia – dice papa Francesco – sebbene costituisca la pienezza della vita sacramentale, non è un premio per i perfetti ma un generoso rimedio e un alimento per i deboli. Queste convinzioni hanno anche conseguenze pastorali che siamo chiamati a considerare con prudenza e audacia.» .  La Chiesa deve arrivare a tutti ma devono essere privilegiati «…innanzitutto i poveri e gli infermi, coloro che spesso sono disprezzati e dimenticati…» e «Occorre affermare senza giri di parole che esiste un vincolo inseparabile tra la nostra fede e i poveri. Non lasciamoli mai soli.».

## Capitolo secondo - Nella crisi dell'impegno comunitario
I primi due paragrafi di questo capitolo introducono ad un esame della situazione storica in cui deve operare il cristiano evangelizzatore. Il primo sottocapitolo "Alcune sfide del mondo attuale" lamenta una generale situazione di "inequità" (termine inesistente nella lingua italiana, ma che assume qui il significato di "non equità", cioè "ingiustizia"). Dopo una brevissima lode ai successi nell'ambito della salute, dell'educazione e della comunicazione, il Pontefice lamenta la precarietà in cui vivono la maggior parte di uomini e donne, segnala lo stato di timore e disperazione che prende il cuore di molte persone, persino nei paesi cosiddetti "ricchi": «La gioia di vivere frequentemente si spegne, crescono la mancanza di rispetto e la violenza, l'inequità diventa sempre più evidente. Bisogna lottare per vivere e spesso vivere con poca dignità.» Nei successivi paragrafi l'autore
- stigmatizza l'attuale economia («…dobbiamo dire no a un'economia dell'esclusione e dell'inequità. Questa economia uccide. […] Oggi tutto entra nel gioco della competitività e della legge del più forte, dove il potente mangia il più debole. […] Abbiamo dato inizio alla cultura dello "scarto" che, addirittura, viene promossa. […] Gli esclusi non sono "sfruttati", ma rifiuti, "avanzi".»);[14]
- respinge l'idea che «…ogni crescita economica, favorita dal libero mercato, riesce a produrre di per sé una maggiore equità e inclusione sociale nel mondo.» e getta l'allarme che «La cultura del benessere ci anestetizza…»;[15]
- attribuisce una delle cause di tale situazione alla «…relazione che abbiamo stabilito con il denaro, poiché accettiamo pacificamente il suo predominio su di noi e sulle nostre società. La crisi finanziaria che attraversiamo ci fa dimenticare che alla sua origine vi è una profonda crisi antropologica: la negazione del primato dell'essere umano!», stigmatizzando anche la tendenza al consumo;[16]
- si scaglia contro le ideologie che «…difendono l'autonomia assoluta dei mercati e la speculazione finanziaria.» e «…negano il diritto di controllo degli Stati, incaricati di vigilare per la tutela del bene comune.» e contro «…una corruzione ramificata e un'evasione fiscale egoista, che hanno assunto dimensioni mondiali.» lamentando che in questo sistema «…qualunque cosa che sia fragile, come l'ambiente, rimane indifesa rispetto agli interessi del mercato divinizzato, trasformati in regola assoluta».[17] Quest'ultima frase verrà ripresa identica nell'enciclica Laudato si'.[18]

Il papa sostiene che tutto ciò è dovuto al «…rifiuto dell'etica e al rifiuto di Dio» e che «…l'etica - un'etica non ideologizzata – consente di creare un equilibrio e un ordine sociale più umano.», ricordando che «Il denaro deve servire non governare!» ed esorta i politici ad attuare coraggiosamente una riforma finanziaria che non ignori l'etica.
Egli inoltre cita la maggior richiesta di sicurezza, rammentando però che senza l'eliminazione dell'inequità e dell'esclusione nella società e tra i popoli non si potrà avere sicurezza: «Quando la società  - locale, nazionale o mondiale – abbandona nella periferia una parte di sé, non vi saranno programmi politici né forze dell'ordine o di intelligence (corsivo nel testo, n.d.r.) che possano assicurare illimitatamente la tranquillità.
Nei paragrafi da 61 a 65 l'esortazione si occupa delle sfide cui è chiamata la Chiesa: dagli attacchi alla libertà religiosa alla proliferazione di nuovi movimenti religiosi, dal processo di secolarizzazione «…che tende a ridurre la fede e la Chiesa all'ambito privato e intimo.» al relativismo morale. Dedica quindi un paragrafo (il 66) alla crisi della famiglia, a condannare quello che chiama "individualismo postmoderno" (67), alla necessità di valorizzare il sostrato cristiano di alcuni popoli, prevalentemente occidentali e di rimediare ad alcune sue debolezze, fra le quali cita «…il maschilismo, l'alcolismo, la violenza domestica, una scarsa partecipazione all'Eucaristia, credenze fataliste o superstiziose che fanno ricorrere alla stregoneria, ecc.» (68 e 69). 
Chiudono quindi questo sottocapitolo alcuni paragrafi che pongono in evidenza i problemi emergenti dall'evangelizzazione degli abitanti dei grossi agglomerati urbani, il cui numero tende ad aumentare.
Il II sottocapitolo, Tentazioni degli operatori pastorali, è dedicato ai problemi che coloro che sono deputati per vocazione all'evangelizzazione devono affrontare anche nei confronti di sé stessi. Si fa cenno a casi di «…preoccupazione esagerata per gli spazi personali di autonomia e distensione, che porta a vivere i propri compiti come una mera appendice della propria vita», nonché all'accentuazione dell'individualismo, una crisi d'identità e un calo del fervore (corsivo nel testo, n.d.r.). Si fa quindi riferimento all'accidia egoista, cioè il preoccuparsi troppo del proprio tempo personale; al pessimismo sterile, con citazione dalle parole pronunciate da papa Giovanni XXIII nel Discorso di apertura del Concilio Vaticano II, dell'11 ottobre 1962; al senso di sconfitta, tentazione grave che soffoca fervore e audacia: «Nessuno può intraprendere una battaglia se in anticipo non confida pienamente nel trionfo. Chi comincia senza fiducia ha perso in anticipo metà della battaglia e sotterra i propri talenti» Viene stigmatizzata la mondanità spirituale che «…si nasconde dietro apparenze di religiosità e persino di amore alla Chiesa, consiste nel cercare, al posto della gloria del signore, la gloria umana ed il benessere personale.», e i paragrafi da 98 a 101 sono dedicati all'invito ad evitare guerre intestine (cioè fra credenti) a tutti i livelli. Il par. 102 è dedicato ai laici e alla necessità che questi abbiano un'adeguata preparazione all'evangelizzazione e sufficiente spazio nelle loro Chiese particolari. I par. 103 e 104 sono dedicati alla donna. Viene posto in evidenza «…l'indispensabile apporto della donna nella società» e la giusta «rivendicazione dei legittimi diritti delle donne», confermando che «…uomini e donne hanno la medesima dignità.» In proposito si afferma che «Il sacerdozio riservato agli uomini, come segno di Cristo Sposo che si consegna nell'Eucaristia è una questione che non si pone in discussione, ma può diventare motivo di particolare conflitto se si identifica troppo la potestà sacramentale con il potere. Non bisogna dimenticare che quando parliamo di potestà sacerdotale "ci troviamo nell'ambito della funzione, non della dignità e della santità"» I paragrafi dal 105 al 108 sono dedicati alla pastorale giovanile. Il capitolo si chiude con l'esortazione del paragrafo 109: «Le sfide esistono per essere superate. Siamo realisti ma senza perdere l'allegria, l'audacia e la dedizione piena di speranza! Non lasciamoci rubare la forza missionaria!»

## Capitolo terzo - L'annuncio del Vangelo
L'incipit del capitolo è il paragrafo 110, ove l'autore cita l'Esortazione post-sinodale di papa Giovanni Paolo II Ecclesia in Asia del 6 novembre 1999: «…non vi può essere vera evangelizzazione senza l'esplicita proclamazione che Gesù Cristo è il Signore - e senza che vi sia un – primato nella proclamazione di Gesù Cristo in ogni attività di evangelizzazione» Poi chiude il paragrafo dalla medesima fonte: «…la Chiesa deve compiere il suo destino provvidenziale, l'evangelizzazione, come gioiosa, paziente e progressiva predicazione della morte salvifica e della Resurrezione di Gesù Cristo in ogni attività di evangelizzazione.»
Il primo sottocapitolo "Tutto il popolo di Dio annuncia il Vangelo" tratta dell'evangelizzazione, compito della Chiesa, come non solo come istituzione organica e gerarchica, ma come «…popolo in cammino verso Dio.» Riprendendo in citazioni numerosi documenti dei pontefici che l'hanno preceduto, di conferenze episcopali e del Concilio Vaticano II, papa Francesco sviluppa il concetto di Chiesa come Popolo di Dio, sostenendo che ogni popolo deve poter sviluppare la fede secondo la propria cultura: «Quando una comunità accoglie l'annuncio della salvezza, lo Spirito Santo ne feconda la cultura con la forza trasformante del Vangelo. In modo che come possiamo vedere nella storia della Chiesa, il cristianesimo non dispone di un unico modello culturale…» Perciò, nell'evangelizzazione di nuove culture o di culture che non hanno accolto la predicazione cristiana, non è indispensabile imporre una determinata forma culturale, per quanto bella e antica, insieme con la proposta evangelica.» L'evangelizzazione è un compito che spetta a tutti i credenti: «Ciascun battezzato, qualunque sia la sua funzione nella Chiesa e il grado di istruzione della sua fede è un soggetto attivo di evangelizzazione e sarebbe inadeguato pensare ad uno schema di evangelizzazione portato avanti da attori qualificati in cui il resto del popolo fedele fosse solamente recettivo delle loro azioni.»
Si passa quindi all'attività di evangelizzazione non solo dei singoli battezzati, ma di tutto un popolo nella cui cultura si è innestato il Vangelo: questo popolo provvederà ad evangelizzarsi continuamente. Papa Francesco tesse quindi l'elogio della "pietà popolare" ovvero "spiritualità popolare" o anche "mistica popolare" e cita il Documento di Aparecida, emerso dai lavori della V conferenza episcopale latinoamericana tenutasi ad Aparecida, nello stato di San Paolo in Brasile nel maggio del 2007, ove questa "mistica popolare" viene definita «…spiritualità incarnata nella cultura dei semplici»  Il papa porta l'esempio di solidità della fede «…di quelle madri ai piedi del letto del figlio malato che si afferrano ad un rosario anche se non sanno imbastire le frasi del Credo» o alla «…carica di speranza diffusa con una candela che si accende in una umile dimora per chiedere aiuto a Maria…» concludendo che queste sono la «…manifestazioni di una vita teologale animata dall'azione dello Spirito Santo che è stato riversato nei nostri cuori. (cfr. Rm., 5,5) Nelle culture cui annunciare il messaggio l'autore inserisce anche le culture professionali e scientifiche sostenendo che «Quando alcune categorie della ragione e delle scienze vengono accolte nell'annuncio del messaggio, quelle stesse categorie diventano strumenti di evangelizzazione; è l'acqua trasformata in vino.»
Il II sottocapitolo, L'omelia tratta della predicazione all'interno della liturgia ed alle omelie in particolare. Viene illustrato il modo con cui il Pastore (cioè il sacerdote, [n.d.r.]) deve rivolgersi al popolo nell'omelia affinché questa sia efficace nella trasmissione del messaggio. L'omelia, dice papa Francesco, «…non può essere uno spettacolo d'intrattenimento, non risponde alla logica delle risorse mediatiche, ma deve dare fervore e significato alla celebrazione […] e deve essere breve ed evitare di sembrare una conferenza o una lezione.» Il pastore deve rivolgersi al popolo di Dio con il linguaggio della madre che parla al figlio «Questa lingua è una tonalità che trasmette coraggio, respiro, forza e impulso.» Vengono indicati alcuni criteri anche in dettaglio su come deve essere predicata l'omelia, con numerosi riferimenti alle Scritture.
Il III sottocapitolo, La preparazione della predicazione è interamente dedicato a coloro che predicano l'omelia, quindi, sostanzialmente, a parroci e sacerdoti. In esso sono contenute considerazioni e suggerimenti affinché la predicazione sia efficace nel trasmettere il Messaggio. La preparazione è considerata essenziale: «Un predicatore che non si prepara non è "spirituale", è disonesto e irresponsabile verso i doni che ha ricevuto.» 
Fondamentale per papa Francesco è che il predicatore comprenda bene il significato della Parola di Dio espresso nei testi biblici. Un invito quindi ad approfondire la conoscenza dei medesimi. «…il testo biblico che studiamo ha due o tremila anni, il suo linguaggio è molto diverso da quello che utilizziamo oggi. Per quanto ci sembri di comprendere le parole, che sono tradotte nella nostra lingua, ciò non significa che comprendiamo correttamente quanto in tendeva esprimere lo scrittore. […] Ma l'obiettivo non è quello di capire tutti i piccoli dettagli di un testo, la cosa più importante è scoprire qual è il messaggio principale (corsivo nel testo, n.d.r.), quello che conferisce struttura e unità al testo.»   Il papa esorta i predicatori ad essere convinti e ad amare la Parola che si sta per annunciare. «Le letture della domenica risuoneranno in tutto il loro splendore nel cuore del popolo, se in primo luogo hanno risuonato così nel cuore del Pastore.»  Segue l'esposizione di come prepararsi alla predicazione: la Lettura spirituale (corsivo nel testo, come preambolo ai paragrafi 152 e 153; n.d.r.), che va effettuata nei momenti di preghiera e nel corso della quale il predicatore deve porsi alcune domande su ciò che sarà oggetto della sua omelia.  «La lettura spirituale di un testo deve partire dal suo significato letterale. Altrimenti si farà facilmente dire al testo quello che conviene, quello che serve per confermare le proprie decisioni, quello che si adatta ai propri schemi mentali. Questo, in definitiva, sarebbe utilizzare qualcosa di sacro a proprio vantaggio e trasferire tale confusione al Popolo di Dio.»  Francesco diffida poi i predicatori dal «…rispondere a domande che nessuno si pone (corsivo nel testo, n.d.r.); neppure esortando alla chiarezza e alla semplicità di linguaggio, nonché all'importanza di «…parlare con immagini», di usare un linguaggio "positivo" cioè «[Il linguaggio positivo, n.d.r.] Non dice tanto quello che non si deve fare ma piuttosto propone quello che possiamo fare meglio.»
Il IV sottocapitolo, Un'evangelizzazione per l'approfondimento del "kerygma" tratta della crescita della fede ([Andate dunque e ammaestrate tutte le nazioni, battezzandole nel nome Padre e del Figlio e dello Spirito Santo]) «insegnando [corsivo nel testo, n.d.r.] loro a osservare tutto ciò che vi ho comandato (Mt., 28, 20). Così appare chiaro che il primo annuncio [kerigma] deve dar luogo anche a un cammino di formazione e di maturazione. L'evangelizzazione cerca anche la crescita…» ma, secondo papa Francesco, non si tratta solo di formazione dottrinale ma di «..."osservare" quello che il Signore ci ha indicato come risposta al suo amore…» e cioè il comandamento «…che vi amiate gli uni agli altri come io ho amato voi. (Gv. 15,12)». Educazione e catechesi sono al servizio della crescita nella fede. Nella catechesi «…ha un ruolo fondamentale il primo annuncio o kerigma, che deve occupare il centro dell'attività evangelizzatrice e ogni intento di rinnovamento ecclesiale. Il kerigma è trinitario. È il fuoco dello Spirito che si dona sotto forma di lingue e ci fa credere in Gesù Cristo, che con la sua morte e resurrezione ci rivela e ci comunica l'infinita misericordia del Padre.» Un altro aspetto della catechesi è quello mistagogico «…che significa essenzialmente due cose: la necessaria progressività dell'esperienza formativa in cui interviene tutta la comunità ed una rinnovata valorizzazione dei segni liturgici dell'iniziazione cristiana.» Vengono quindi dedicati cinque paragrafi nei quali si illustrano la necessità e le caratteristiche de L'accompagnamento personale dei processi di crescita, preambolo al par. 169, e si chiude infine il capitolo riprendendo il tema dell'omelia, alla luce di quanto detto in questo sottocapitolo.

## Capitolo quarto - La dimensione sociale dell'evangelizzazione
Il capitolo è dedicato agli aspetti sociali dell'evangelizzazione. Nel paragrafo di apertura, il Papa afferma che se la dimensione sociale dell'evangelizzazione «…non viene debitamente esplicitata, si corre sempre il rischio di sfigurare il significato autentico e integrale della dimensione evangelizzatrice.»
Nel primo sottocapitolo, "Le ripercussioni comunitarie e sociali del kerigma", si afferma che quest'ultimo «…possiede un contenuto ineludibilmente sociale: nel cuore stesso del Vangelo vi sono la vita comunitaria e l'impegno con gli altri. Il contenuto del primo annuncio ha un'immediata ripercussione morale il cui centro è la carità.», che la redenzione operata da Cristo «ha un significato sociale» spiegando queste parole con quelle del Compendio della Dottrina Sociale della Chiesa, al n. 52, del Pontificio consiglio della giustizia e della pace: «Dio, in Cristo, non redime solamente la singola persona , ma anche le relazioni sociali tra gli uomini.». Sostenendo che la proposta del Vangelo «…non consiste solo in una relazione personale con Dio» e che «l'evangelizzazione non sarebbe completa se non tenesse conto del reciproco appello, che si fanno continuamente il Vangelo e la vita concreta, personale e sociale, dell'uomo.» Francesco I ne deduce che l'evangelizzazione deve prendere in considerazione anche gli aspetti sociali della vita dell'uomo. Secondo il Pontefice gli insegnamenti della Chiesa sulle situazioni contingenti in questo campo devono essere concreti, anche senza dover entrare in dettagli e che i Pastori «…accogliendo gli apporti delle diverse scienze, hanno il diritto di emettere opinioni su tutto ciò che riguarda la vita delle persone, dal momento che il compito dell'evangelizzazione implica ed esige una promozione integrale di ogni essere umano. Non si può affermare che la religione deve limitarsi all'ambito privato e che esiste solo per preparare le anime per il cielo.» Da cui consegue che la conversione cristiana deve considerare «…specialmente tutto ciò che concerne l'ordine sociale ed il conseguimento del bene comune.»
L'autore quindi deduce che «…nessuno può esigere da noi che releghiamo la religione alla segreta intimità delle persone, senza alcuna influenza sulla vita sociale e nazionale, senza preoccuparci per la salute delle istituzioni della società civile, senza esprimersi sugli avvenimenti che interessano i cittadini.» Infine il papa chiude il sottocapitolo affermando che la presente esortazione non è un documento sociale e raccomanda, allo scopo di riflettere su queste tematiche, al Compendio della Dottrina Sociale della Chiesa, ripetendo poi le parole di papa Paolo VI nella sua lettera apostolica Octogesima adveniens del 14 maggio 1971: «Di fronte a situazioni tanto diverse, ci è difficile pronunziare una parola unica e proporre una soluzione di valore universale. Del resto non è questa la nostra ambizione e neppure la nostra missione. Spetta alle comunità cristiane analizzare obiettivamente la situazione del loro paese.» Nell'ultimo paragrafo del sottocapitolo, papa Francesco annuncia i temi che svilupperà di seguito: L'inclusione sociale dei poveri e La pace e il dialogo sociale.
Il secondo sottocapitolo, L'inclusione sociale dei poveri inizia con questa affermazione: «Dalla nostra fede in Cristo, fattosi povero e sempre vicino ai poveri e agli esclusi, deriva la preoccupazione per lo sviluppo integrale dei più abbandonati della società.» Nei due paragrafi successivi, dopo aver affermato che «Ogni cristiano e ogni comunità sono chiamati ad essere strumenti di Dio per la liberazione e la promozione dei poveri, in modo che essi possano integrarsi pienamente nella società; […]» (187),  papa Francesco elenca numerosi passi del Vecchio Testamento e un paio del Nuovo a riprova dell'esortazione divina a sostenere coloro che sono in povertà e termina il paragrafo 188 evidenziando la necessità di «…creare una nuova mentalità che pensi in termini di comunità, di priorità della vita di tutti rispetto all'appropriazione dei beni da parte di alcuni.» Tutto il sottocapitolo proclama l'importanza che i poveri debbono avere nel mondo dei cristiani, come privilegiati davanti a Dio. Nel paragrafo 191 viene citata l'introduzione al documento emesso dalla Conferenza nazionale dei vescovi del Brasile dell'aprile 2002: «Desideriamo assumere ogni giorno, le gioie e le speranze, le angosce e le tristezze del popolo brasiliano, specialmente delle popolazioni delle periferie urbane e delle zone rurali – senza terra, senza tetto, senza pane, senza salute – violate nei loro diritti. Vedendo le loro miserie, ascoltando le loro grida e conoscendo la loro sofferenza, ci scandalizza il fatto di sapere che esiste cibo sufficiente per tutti e che la fame si deve alla cattiva distribuzione dei beni e del reddito. Il problema si aggrava con la pratica generalizzata dello spreco.»

Il paragrafo 197 inizia con l'affermazione: «Nel cuore di Dio c'è un posto preferenziale per i poveri, tanto che egli stesso "si fece povero" [virgolettato nel testo, n.d.r.] (2 Cor 8, 9). Tutto il cammino della nostra redenzione è segnato dai poveri.» e prosegue con una serie di citazioni evengeliche (tre dal Vangelo secondo Luca e una da quello secondo Matteo) volte a sostenere il "privilegio" che Cristo avrebbe assegnato ai poveri.

All'inizio del paragrafo 198 si afferma che «Per la Chiesa l'opzione per i poveri è una categoria teologica prima che culturale, sociologica, politica o filosofica.» e «Questa preferenza divina [quella per i poveri, n.d.r.] ha delle conseguenze nella vita di fede di tutti i cristiani, chiamati ad avere "gli stessi sentimenti di Gesù" [virgolettato nel testo, n.d.r.] (Fil 2,5)».

A fine paragrafo 200 si afferma «L'opzione preferenziale per i poveri deve tradursi principalmente in un'attenzione religiosa privilegiata e prioritaria.». Nei successivi paragrafi, dal 202 al 208, sotto il preambolo Economia e distribuzione delle entrate, il papa tratta della necessità di privilegiare nell'economia i valori dell'etica e della dignità umana rispetto alle esigenze dei mercati. «La dignità di ogni persona umana e il bene comune sono questioni che dovrebbero strutturare tutta la politica economica…» Si prosegue nel paragrafo 204 con «Non possiamo più confidare nelle forze cieche e nella mano invisibile del mercato. La crescita in equità esige qualcosa di più della crescita economica, benché la presupponga, richiede decisioni, programmi […] ma l'economia non può più ricorrere a rimedi che sono un nuovo veleno, come quando si pretende di aumentare la redditività riducendo il mercato del lavoro e creando in tal modo nuovi esclusi.»
Il papa fa quindi appello ai politici perché abbiano a cura il benessere dei popoli da loro governati e considera le difficoltà di operare nei contesti locali (nazioni), tenuto conto che, nella globalizzazione dell'economia, ogni misura presa anche localmente ha spesso conseguenze a livello mondiale. Si dichiara quindi mosso, in questo parlare, solo dal desiderio che «…quelli che sono schiavi di una mentalità individualista, indifferente ed egoista, possano liberarsi da quelle indegne catene e raggiungano uno stile di vita e di pensiero più umano, più nobile, più fecondo, che dia dignità al loro passaggio su questa terra.» e non da interesse personale o ideologico.

Sotto il preambolo Avere cura della fragilità, papa Francesco dedica i paragrafi dal 209 al 216 alle categorie sociali più deboli e indifese tra le quali, oltre ai poveri, cita «…i senza tetto, i tossicodipendenti, i rifugiati, i popoli indigeni, gli anziani sempre più soli e abbandonati, ecc.» con una particolare attenzione ai migranti, per i quali esorta i Paesi «…ad una generosa apertura…» I paragrafi 211 e 212 sono dedicati alla condanna dello sfruttamento dei bambini sia nell'accattonaggio che nel lavoro minorile, ed allo sfruttamento ed alla violenza contro le donne. I paragrafi 213 e 214 sono dedicati ai «…bambini nascituri, che sono più indifesi ed innocenti di tutti, ai quali si vuole negare la dignità umana al fine di poterne fare quello che si vuole, togliendo loro la vita e promuovendo legislazioni in modo che nessuno possa impedirlo.» Il primo dei due paragrafi è dedicato alla difesa della vita ancora in essere e il secondo a riaffermare la posizione della Chiesa riguardo all'aborto «… non ci si deve attendere che la Chiesa cambi posizione su questa questione. […] Questo non è un argomento soggetto a presunte riforme o "modernizzazioni". Non è progressista pretendere di risolvere i problemi eliminando una vita umana.»
Il terzo sottocapitolo è dedicato a Il bene comune e la pace sociale.  Esso inizia (par. 217) con una citazione dalla Lettera di San Paolo ai Galati. Viene data una versione della pace in negativo (cioè ciò che essa non è): «La pace sociale non può essere intesa come irenismo o come una mera assenza di violenza ottenuta mediante l'imposizione di una parte sopra le altre.» e «Le rivendicazioni sociali, che hanno a che fare con la distribuzione delle entrate, l'inclusione sociale dei poveri e i diritti umani non possono essere soffocate con il pretesto di costruire un consenso a tavolino o un'effimera pace per una minoranza felice.», «…una pace che non sorga come frutto integrale di tutti non avrà nemmeno futuro e sarà sempre seme di nuovi conflitti e di varie forme di violenza».
Citando la lettera enciclica di papa Paolo VI, Populorum Progressio, papa Francesco ribadisce l'obbligo morale del cittadino alla partecipazione alla vita politica del proprio Paese e passa a trattare di quattro principi «…che orientano specificatamente lo sviluppo della convivenza sociale e la costruzione di un popolo in cui le differenze si armonizzino all'interno di un progetto comune.».
 Ciascuno di questi principi è formulato come prologo ad un gruppo di paragrafi:
1. Il tempo è superiore allo spazio (da 222 a 225 inclusi)
2. L'unità prevale sul conflitto (da 226 a 230 inclusi)
3. La realtà è più importante dell'idea (da 231 a 233 inclusi)
4. Il tutto è superiore alla parte (da 234 a 237 inclusi)

Il primo principio emerge dal fatto che «…i cittadini vivono in tensione tra la congiuntura del momento e la luce del tempo, dell'utopia che ci apre al futuro come causa finale che attrae.» L'invito quindi è quello di lavorare non per il solo momento attuale, ma per risultati a lunga scadenza: «Uno dei peccati che a volte si riscontrano nell'attività socio-politica consiste nel privilegiare gli spazi di potere al posto dei tempi dei processi.» e nel paragrafo 225 si cita la parabola del grano e della zizzania (Mt. 13, 24-30), ove si mostra «…come il nemico può occupare lo spazio del Regno e causare danno con la zizzania, ma è vinto dalla bontà del grano che si manifesta con il tempo.»
 Il secondo principio si basa sulla necessità di accettare il conflitto ma di «…non rimanere intrappolati in esso». Secondo papa Francesco vi sono tre modi di affrontare il conflitto: guardarlo e andare avanti come se nulla fosse, lavandosene le mani; immergervisi rimanendone prigionieri, perdendo l'orizzonte e proiettando «…sulle istituzioni le proprie confusioni e insoddisfazioni…», rendendo così impossibile l'unità; il terzo modo, quello corretto, è quello di «…accettare di sopportare il conflitto, risolverlo e trasformarlo in un anello di collegamento di un nuovo processo.» Ecco perché è importante formulare questo principio, per costruire l'amicizia sociale, realizzando una solidarietà che «…diventa uno stile di costruzione della storia, un ambito vitale dove i conflitti, le tensioni e gli opposti possono raggiungere una pluriforme unità che genera nuova vita.»
Il terzo principio nasce dal fatto che «Esiste anche una tensione bipolare tra l'idea e la realtà. La realtà semplicemente è, l'idea si elabora.» «L'idea staccata dalla realtà origina idealismi e nominalismi inefficaci, che al massimo classificano o definiscono, ma non coinvolgono. Ciò che coinvolge è la realtà illuminata dal ragionamento. […] Vi sono politici – e anche dirigenti religiosi – che si domandano perché il popolo non li comprende e non li segue, se le loro proposte sono così logiche e chiare. Probabilmente è perché si sono collocati nel regno delle pure idee e hanno ridotto la politica o la fede alla retorica.» Secondo il papa questo criterio è «…legato all'incarnazione della Parola e alla sua messa in pratica…» cui esso ci spinge, realizzando «…opere di giustizia e carità nelle quali la Parola sia feconda.»
Il quarto principio si rivela dal fatto che «Anche tra la globalizzazione e la localizzazione si produce una tensione.» e «Bisogna prestare attenzione alla dimensione globale per non cadere in una meschinità quotidiana. Al tempo stesso non è opportuno perdere di vista ciò che è locale, che ci fa camminare con i piedi per terra.» Il papa ci dice che «…non si deve essere troppo ossessionati da questioni limitate e particolari. Bisogna sempre allargare lo sguardo per riconoscere un bene più grande che porterà benefici a tutti noi. […] Si lavora nel piccolo, con ciò che è vicino, però con una prospettiva più ampia.[…] Non è né la sfera globale che annulla, né la parzialità isolata che rende sterili» Quindi «Il modello non è la sfera, che non è superiore alle parti, dove ogni punto è equidistante dal centro e non vi sono differenze tra un punto e l'altro. Il modello è il poliedro, che riflette la confluenza di tutte le parzialità che in esso mantengono la loro originalità.[…] È l'unione dei popoli, che, nell'ordine universale, conservano la loro peculiarità; è la totalità delle persone in una società che cerca un bene comune che veramente incorpora tutti.»
IV. "Il dialogo sociale come contributo per la pace" è l'ultimo sottocapitolo del IV capitolo dell'Esortazione. Secondo papa Francesco vi sono per la Chiesa tre ambiti di dialogo nei quali essa deve essere attiva: quello con gli Stati, quello con la Società, che include anche culture e scienze, e quello con le altre confessioni religiose. Nei paragrafi iniziali (da 238 a 241 inclusi) l'Esortazione apostolica proclama l'apertura della Chiesa alla collaborazione «…con tutte le autorità nazionali e internazionali per prendersi cura di questo bene universale tanto grande.», di non disporre tuttavia «…di soluzioni per tutte le questioni particolari.» ma di accompagnare, con le varie forze sociali «…le proposte che meglio possono rispondere alla dignità della persona umana e al bene comune.»
Dopo questo prologo al sottocapitolo IV si passa al Dialogo tra la fede, la religione e la scienza che occupa i paragrafi 242 e 243. Dopo aver osservato, citando la lettera enciclica di papa Giovanni Paolo II, Fides et ratio del 14 settembre 1998, che scientismo e positivismo si rifiutano di «…ammettere come valide forme di conoscenza diverse da quelle proprie delle scienze positive», afferma che la Chiesa propone un cammino «…che esige una sintesi tra un uso responsabile delle Sebbene poi metodologie proprie delle scienze empiriche e gli altri saperi come la filosofia, la teologia, e la stessa fede, che eleva l'essere umano fino al mistero che trascende la natura e l'intelligenza umana.» e che «La fede non ha paura della ragione e ha fiducia in essa.» poiché, come afferma san Tommaso d'Aquino, «…la luce della ragione e quella della fede provengono entrambe da Dio.» Né la Chiesa «…pretende di arrestare il mirabile progresso delle scienze. Al contrario si rallegra e perfino gode riconoscendo l'enorme potenziale che Dio ha dato alla mente umana.» Tuttavia si rammarica che alcuni scienziati vadano oltre l'oggetto formale della loro disciplina e si sbilancino con affermazioni che vanno al di fuori della loro competenza. In questo caso non di ragione si tratta ma di ideologia, che chiude la porta al dialogo fruttuoso.
 De Il dialogo ecumenico trattano i paragrafi dal 244 al 246 inclusi. In questi paragrafi il papa invita al superamento delle divisioni fra confessioni cristiane, segnalando, fra l'altro, che i missionari in Africa e in Asia «…menzionano ripetutamente le critiche, le lamentele e le derisioni che ricevono a causa dello scandalo dei cristiani divisi.» Sostiene inoltre le possibilità che le varie confessioni cristiane hanno di imparare le une dalle altre e cita a proposito, che la presenza al Sinodo del Patriarca di Costantinopoli, Bartolomeo I, e dell'Arcivescovo di Canterbury, Rowan Williams, «…è stata una preziosa testimonianza cristiana.».
 I paragrafi da 247 al 249 inclusi sono dedicati a Le relazioni con l'ebraismo. Francesco dice di rivolgere uno sguardo molto speciale «…al popolo ebreo, la cui Alleanza con Dio non è mai stata revocata, perché "i doni e la chiamata di Dio sono irrevocabili" (virgolettato nel testo, che si rifà alla, citata, Lettera di San Paolo ai Romani 11,29)» e afferma «[noi cristiani] Crediamo insieme con loro nell'unico Dio che agisce nella storia, e accogliamo con loro la comune Parola rivelata.» Il papa si dispiace amaramente per le persecuzioni delle quali il popolo ebraico è stato soggetto, in particolare di quelle che hanno coinvolto i cristiani. Ribadisce poi che «Sebbene alcune convinzioni cristiane siano inaccettabili per l'Ebraismo, e la Chiesa non possa rinunciare ad annunciare Gesù come Signore e Messia, esiste una ricca complementarità che ci permettere di leggere insieme i testi della Bibbia ebraica e aiutarci vicendevolmente a sviscerare le ricchezze della Parola, […]»
I paragrafi dal 250 al 254 inclusi sono dedicati al Dialogo interreligioso. Si afferma inizialmente che «Un atteggiamento di apertura nella verità e nell'amore deve caratterizzare il dialogo con i credenti delle religioni non cristiane, nonostante i vari ostacoli e le difficoltà, particolarmente i fondamentalismi da ambo le parti.». Si deve imparare ad accettare gli altri nel loro modo di essere e con questo metodo, secondo l'autore, si può assumere insieme i doveri del servizio alla pace e alla giustizia. I penultimi due paragrafi sono dedicati all'Islam. Il papa rammenta gli elementi comuni delle due fedi: oltre al credo in un unico Dio, la venerazione di Abramo, il riconoscimento di Gesù Cristo come Profeta e la venerazione di Sua madre Maria. Esorta i cristiani ad accogliere con affetto e rispetto gli immigrati islamici che giungono nei nostri Paesi, implorando i paesi islamici di fare altrettanto nei confronti dei cristiani che vivono colà, assicurando ad essi la libertà di praticare il loro culto.
Il Capitolo IV termina con quattro paragrafi dedicati a Il dialogo sociale in un contesto di libertà religiosa.. Il papa parla dell'importanza della libertà religiosa e della manifestazione pubblica della propria fede. «Un sano pluralismo, che davvero rispetti gli altri ed i valori come tali, non implica una privatizzazione delle religioni, con la pretesa di ridurle al silenzio e all'oscurità della coscienza di ciascuno, o alla marginalità del recinto chiuso delle chiese, delle sinagoghe e delle moschee. Si tratterebbe in definitiva di una nuova forma di autoritarismo.» Parimenti il papa sostiene che il rispetto per minoranze di agnostici o di non credenti non deve imporsi per far tacere le convinzioni di maggioranze di credenti. La Esortazione tratta quindi dell'incidenza pubblica della religione. Osserva come spesso intellettuali e giornalisti compiano grossolane e «poco accademiche» generalizzazioni quando discettano di difetti delle religioni e spesso dimenticano che non tutti i credenti né tutte le autorità religiose sono identiche. Questa confusione consente ad alcuni politici di giustificare azioni discriminatorie nei confronti dei credenti. Il capitolo si chiude con una dichiarazione di vicinanza anche nei confronti di coloro, che, pur non appartenendo ad alcuna tradizione religiosa, «…cercano sinceramente la verità, la bontà e la bellezza».

## Capitolo quinto - Evangelizzatori con spirito
«Evangelizzatori con Spirito vuol dire evangelizzatori che si aprono senza paura all'azione dello Spirito Santo»: così papa Francesco introduce il quinto ed ultimo capitolo dell'Esortazione, all'inizio del paragrafo 259.
Il primo sottocapitolo: Motivazioni per un rinnovato impulso missionario è costituito dai paragrafi dal 262 al 283 inclusi. I primi due paragrafi costituiscono il prologo all'intero sottocapitolo. In essi l'autore sottolinea la necessità che l'evangelizzazione «con spirito» sia accompagnate dalla preghiera: «Senza momenti prolungati di adorazione, di incontro orante con la Parola, di dialogo sincero con il Signore, facilmente i compiti si svuotano di significato, ci indeboliamo per la stanchezza e le difficoltà, e il fervore si spegne.». Porta come esempio di grandi evangelizzatori i primi cristiani, respingendo l'obiezione che «…oggi è più difficile»: considerando che sotto l'Impero romano l'annuncio del Vangelo non era certo cosa facile, osserva che «In ogni momento della storia è presente la debolezza umana, la malsana ricerca di sé, l'egoismo comodo e, in definitiva, la concupiscenza che ci minaccia tutti.» Conclude quindi che oggi non è più difficile evangelizzare di ieri, è solo diverso.
L'incontro personale con l'amore di Gesù che ci salva è il preambolo alla serie di paragrafi dal 264 al 267 inclusi. I paragrafi indicati contengono l'esortazione ad avvicinarsi a Gesù tramite la lettura continua e profonda del Vangelo e la preghiera, attraverso le quali, secondo papa Francesco, si forma la nostra convinzione e nasce l'entusiasmo a svolgere il compito di evangelizzatori. Cita la parola di papa Giovanni Paolo II nella sua enciclica Redemptoris Missio del 7 dicembre 1990: «Il missionario è convinto che esiste già nei singoli e nei popoli, per l'azione dello Spirito, un'attesa anche se inconscia di conoscere la verità su Dio, sull'uomo, sulla via che porta alla liberazione dal peccato e dalla morte. L'entusiasmo nell'annunziare il Cristo deriva dalla convinzione di rispondere a tale attesa.» e aggiunge «Al di là del fatto che ci convenga o meno, che ci interessi o no, al di là dei piccoli limiti dei nostri desideri, della nostra comprensione e delle nostre motivazioni, noi evangelizziamo per la maggior gloria del Padre che ci ama.».
Sotto il preambolo Il piacere spirituale di essere popolo sono raggruppati i paragrafi dal 268 al 274 inclusi. Qui si invita il fedele a sentirsi parte di un popolo e ad essere entro di esso e per esso operare. «Affascinati da questo modello [quello di Cristo, come viene descritto nel Vangelo quando si rapporta agli altri] vogliamo inserirci a fondo nella società, condividiamo la vita con tutti, ascoltiamo le loro preoccupazioni, collaboriamo materialmente e spiritualmente nelle loro necessità, ci rallegriamo con coloro che sono nella gioia, piangiamo con quelli che piangono e ci impegniamo nella costruzione di un mondo nuovo, gomito a gomito con gli altri. Ma non come un obbligo, non come un peso che ci esaurisce, ma come una scelta personale che ci riempie di gioia e ci conferisce identità.» Il papa invita a non essere «…come nemici che puntano il dito e condannano» e cita, nel paragrafo 271, numerosi passi delle Lettere e degli Atti che invitano i discepoli a operare «con dolcezza e rispetto», a vivere «in pace con tutti» e considerando non sé stessi superiori agli altri ma «gli altri superiori a sé stesso». Secondo papa Bergoglio la missione nei confronti del popolo «È qualcosa che non posso sradicare dal mio essere se non voglio distruggermi. Io sono una missione su questa terra (corsivo nel testo, n.d.r.), e per questo mi trovo in questo mondo. Bisogna riconoscere sé stessi come marcati a fuoco da tale missione di illuminare, benedire, vivificare, sollevare, guarire, liberare.» e «Al di là di qualsiasi appartenenza, ciascuno è immensamente sacro e merita il nostro affetto e la nostra dedizione (corsivo nel testo, n.d.r.). Perciò se riesco ad aiutare una sola persona a vivere meglio questo è già sufficiente a giustificare il dono della mia vita.»
Nei successivi paragrafi, dal 275 al 280 compresi, sotto il preambolo L'azione misteriosa del Risorto e del suo Spirito, si tratta della pigrizia e dell'egoismo di chi si chiude in sé stesso cadendo nel pessimismo, nella sfiducia e nel fatalismo, rispondendo a tali atteggiamenti con le parole del Vangelo secondo Marco, che ci confermano della presenza di Cristo nella nostra azione evangelizzatrice: «il Signore agiva insieme con loro e confermava la Parola (Mc 16,20)», fatto che accade anche oggi. La resurrezione di Cristo non è cosa appartenente ormai al passato «I valori tendono sempre a riapparire in nuove forme, e di fatto l'essere umano è rinato molte volte da situazioni che parevano essere irreversibili. Questa è la forza della resurrezione e ogni evangelizzatore è lo strumento di tale dinamismo.» Il papa riconosce che spesso si è stanchi di lottare e quando i risultati tardano ad appalesarsi si viene presi dallo sconforto e vi è pure chi si stanca di lottare «…perché in definitiva cerca sé stesso in un carrierismo assetato di riconoscimenti, applausi, premi, posti […]» allora viene meno la grinta e manca la resurrezione. Ma la fede deve superare tali momenti di scoramento o tali rilassamenti nel perseguire l'evangelizzazione e si deve ben essere consapevoli che la propria vita «…darà frutto, ma senza pretendere di sapere come, né dove, né quando.» ed avere la sicurezza che non va perduta nessuna delle proprie opere svolte per amore, né delle sincere preoccupazioni per gli altri, «…non va perduto nessun atto di amore per Dio…», nessuna generosa fatica, nessuna dolorosa pazienza. «Forse il Signore si avvale del nostro impegno per riversare benedizioni in un altro luogo del mondo dove non andremo mai. Lo Spirito Santo opera come vuole, quando vuole e dove vuole; noi ci spendiamo con dedizione, ma senza pretendere di vedere risultati appariscenti.»
Il sottocapitolo termina con gli ultimi tre paragrafi, dal 281 al 283 compresi, sotto il preambolo La forza missionaria dell'intercessione, nei quali si invita alla preghiera, all'intercessione di Dio per i nostri evangelizzandi.
Maria, la Madre dell'evangelizzazione è il titolo dell'ultimo dei sottocapitoli dell'Esortazione. Al paragrafo 285 l'autore ricorda le frasi pronunciate da Cristo in croce a Maria e al discepolo prediletto Giovanni: «Donna, ecco tuo figlio» ed «Ecco tua madre» sostenendo che «Queste parole di Gesù sulla soglia della morte non esprimono in primo luogo una preoccupazione compassionevole verso sua madre, ma sono piuttosto una formula di rivelazione che manifesta il mistero di una speciale missione salvifica». Papa Francesco ricorda quindi la presenza di Maria in tutte le fasi della vita di Cristo, discreta e risolutrice, da quando fasciava il Bambino in una stalla, a quando si preoccupava di non far mancare il vino alle nozze di Cana: la donna che tutto vede e tutto comprende, che ama tutti i figli e che ha sofferto per la terribile sorte del Suo. «Come una vera madre cammina con noi, combatte con noi, ed effonde incessantemente la vicinanza dell'amore di Dio» Francesco I afferma che «Vi è uno stile mariano nell'attività evangelizzatrice della Chiesa. Perché ogni volta che guardiamo a Maria torniamo a credere nella forza rivoluzionaria della tenerezza e dell'affetto. In lei vediamo che l'umiltà e la tenerezza non sono virtù dei deboli ma dei forti, che non hanno bisogno di maltrattare gli altri per sentirsi importanti.»  L'Esortazione termina quindi con una lunga preghiera a Maria affinché aiuti e sostenga chi si dedica all'evangelizzazione.

## Critiche
Con questa Esortazione e la successiva enciclica Laudato si' papa Francesco avrebbe operato una «rifondazione del cristianesimo», una rifondazione «…spiccatamente post-cristiana» «Lo sfruttamento incontrollato delle risorse naturali e l'ingiustizia sociale a livello planetario formano un tutt'uno, che è insieme il bersaglio dell'accusa e la base per un programma rivolto a un nuovo ordine mondiale (dove il rispetto della Terra e l'uguaglianza fra i popoli sarebbero due facce della stessa medaglia).» Nel paragrafo 48 si parla dei poveri come «…destinatari privilegiati del Vangelo» e tale opzione assumerebbe qui un carattere "cristologico" («Per la Chiesa l'opzione per i poveri è una categoria teologica prima che culturale, sociologica, politica o filosofica» è detto all'inizio del paragrafo 198 dell'Esortazione, ove questa "preferenza divina" per i poveri viene riferita al punto 5 del capoverso 2 della Lettera di san Paolo ai Filippesi). Al paragrafo 197 il papa, a sostegno della tesi del privilegio dei poveri nella Chiesa, cita la Seconda lettera ai Corinzi di san Paolo al punto 9 del paragrafo 8. e in quello successivo ancora «Per questo desidero una Chiesa povera per i poveri. Essi hanno molto da insegnarci.» Viene contestata a papa Francesco questa interpretazione di povertà: una povertà materiale contro invece quella emergente dai passi evangelici citati, una povertà "spirituale", quella dell'uomo che con la sua natura mortale, nata dal peccato originale, costringe Gesù Cristo, che è Dio, a ridursi al suo livello di "povertà" incarnandosi e morendo per redimerlo. A questo proposito si nota che Francesco cita spesso il Vangelo di Luca e nel caso del discorso detto "delle Beatitudini" la differenza da quello di Matteo è importante: mentre Luca fa dire a Gesù «Beati voi poveri perché vostro è il regno di Dio» (Lc 6, 20)  Matteo «Beati i poveri in spirito, perché di essi è il regno dei cieli.» (Mt 5, 3): nel primo di parla di una generica povertà, nel secondo di una povertà certamente non fisica e la scelta di citare il primo nel paragrafo 197 potrebbe non essere casuale.
Emerge poi una palese contraddizione.
Da una parte la povertà viene indicata come un male da sradicare, con l'obbligo del cristiano ad impegnarsi a elevare i poveri a uno status pari o prossimo a quello degli altri (al paragrafo 187 papa Francesco scrive: «Ogni cristiano e ogni comunità sono chiamati ad essere strumenti di Dio per la liberazione e la promozione dei poveri, in modo che essi possano integrarsi pienamente nella società […]» e al paragrafo 188 «…ciò implica sia la collaborazione per risolvere le cause strutturali della povertà e per promuovere lo sviluppo integrale dei poveri sia i gesti più semplici e quotidiani di solidarietà […]») dall'altra si è voluto assegnare alla povertà (interpretata come povertà materiale), come si è visto, un valore cristologico, una condizione senza la quale non si va nel regno dei cieli. Secondo questa seconda accezione quindi la povertà viene vista come un valore addirittura irrinunciabile per il cristiano. Non si può non rilevare la contraddizione per cui, da una parte, la povertà deve essere combattuta, ma dall'altra invece, ricercata come strumento di salvezza eterna. Da una situazione interpretativa come questa non si può venire logicamente fuori.